# Dach

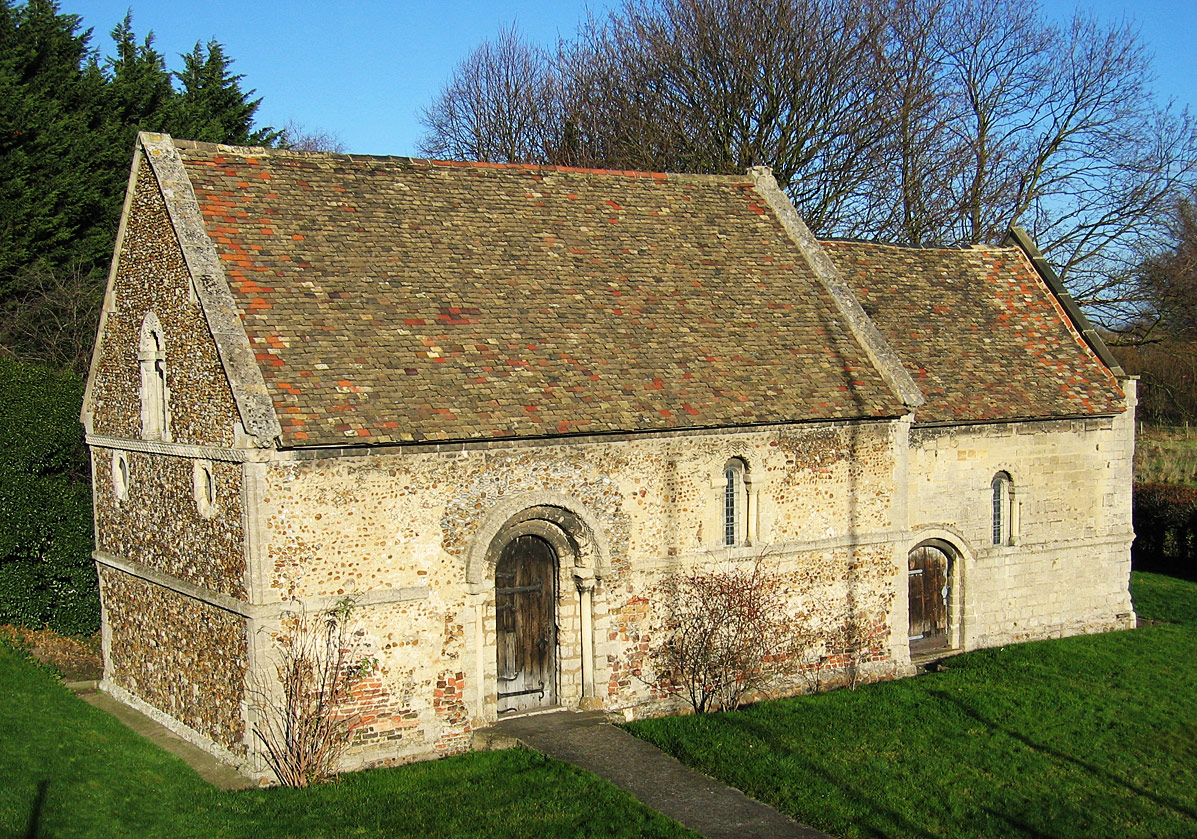
Klassische ziegelgedeckte Satteldächer über zwei Baukörpern

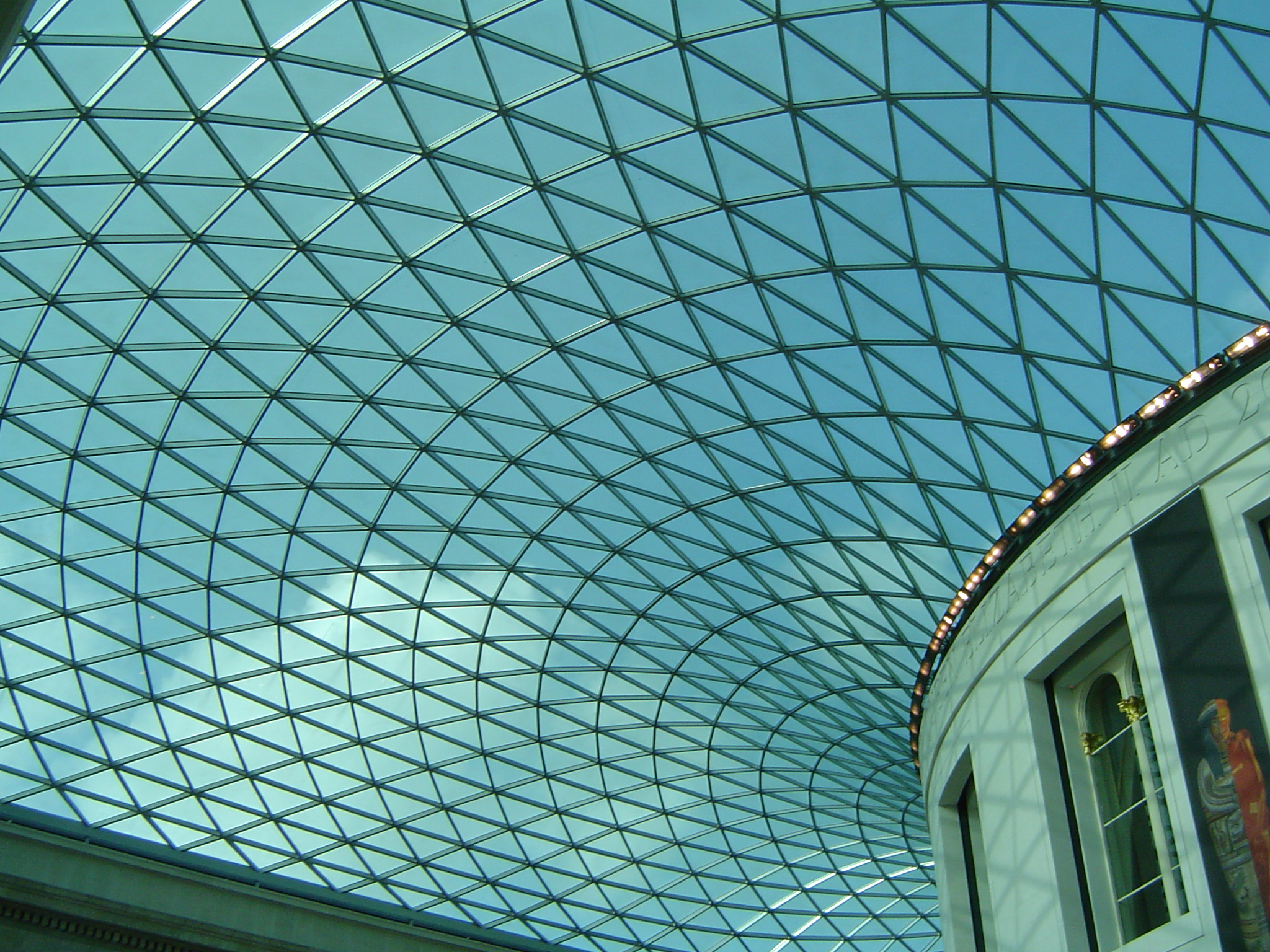
Zeitgenössisches Glasdach des British Museum in London

Ein Dach ist im Bauwesen eine Konstruktion, die darunter liegende Räume und Flächen nach oben hin abschließt und sie dadurch vor Sonne, Witterung und anderen von oben eindringenden Einflüssen schützt. Dabei kann das Dach selbständiges Dach-Bauwerk über Freiflächen sein (z. B. Flugdach), in der Regel ist es aber oberer Abschluss eines Gebäudes. In diesem Fall trennt es zusammen mit den Außenwänden Außenraum von Innenraum und schützt vor der Witterung. Seine Gestaltung ist prägend für das gesamte Bauwerk und abhängig von klimatischen Bedingungen, Baustoffen und Baustilen. Im Verlauf der Architekturgeschichte entwickelten sich unterschiedlichste Dachformen.
Bei den meisten Dächern kann zwischen Dachkonstruktion (dem Tragwerk) und der Dachhaut (der Dachdeckung) unterschieden werden.

## Grundbegriffe

### Bezeichnungen

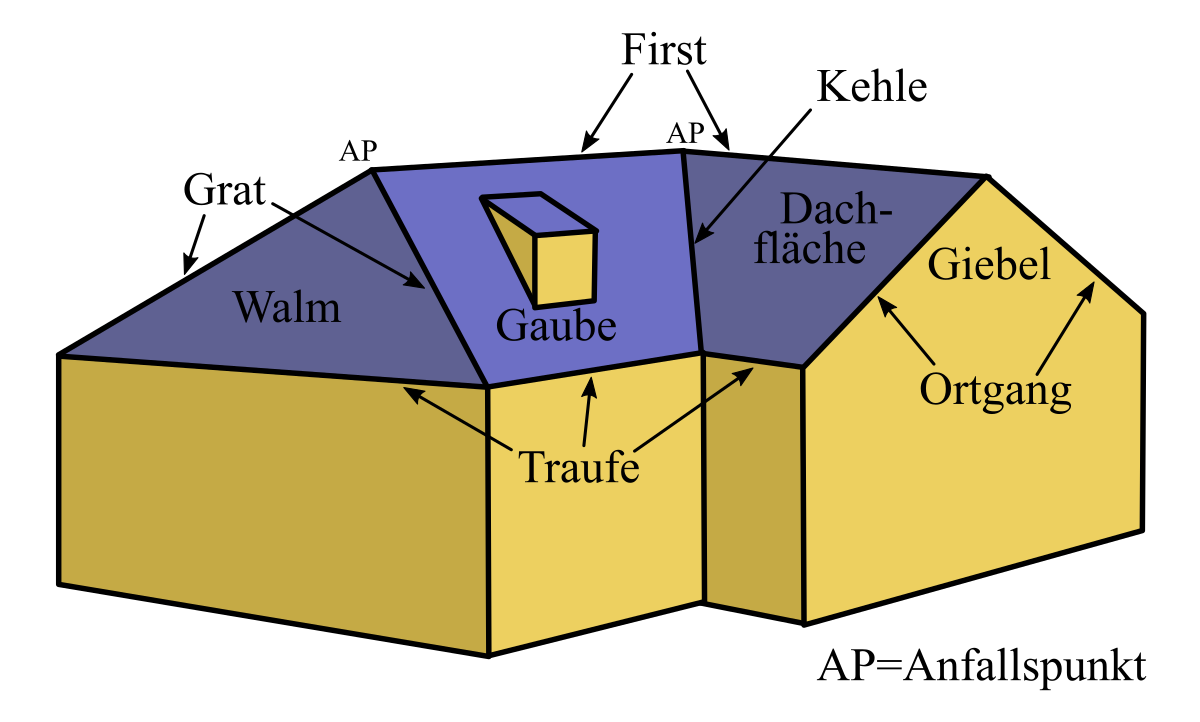
Grundelemente eines Daches

Bezeichnungen am Dach

Die von außen sichtbaren Flächen des Daches – ob geneigt oder flach, eben oder gewölbt – sind die Dachflächen, deren Begrenzungs- und gemeinsamen Schnittlinien die Dachkanten. Die obere waagrechte Schnittkante zweier Dachflächen nennt man First. Als Traufe bezeichnet man die untere waagrechte Kante der Dachfläche. Meist ist hier die Dachrinne (Kännel, Kennel) angebracht.
Der Giebel ist die obere abschließende Wandfläche eines Gebäudes im Bereich des Daches. Die Dachkante am Giebel nennt man Ortgang oder Ort. Dieser verbindet Traufe und First und begrenzt die Dachfläche nach außen. Kanten, an denen zwei Dachflächen in der Schräge zusammentreffen, werden als Grat (Außenkante) oder Kehle (Innenkante) bezeichnet. Einen Punkt, an dem drei oder mehr Dachflächen aufeinanderstoßen, nennt man Anfallspunkt.
Ein Dach versucht immer, möglichst einfachen geometrischen Formen zu folgen, im allgemeinen Fall Rechtecken. Dachausmittlung nennt man die Übertragung aller Kanten des Daches in den Grundriss. Sitzt ein Dach einem aus mehreren geometrischen Formen zusammengesetzten Grundriss auf, spricht man von zusammengesetztem Dach, Dach mit Wiederkehr, verfallendem Dach oder Dachverfallung. Über schiefwinkligen trapezförmigen Grundriss spricht man vom windschiefen Dach – hier sind die Dachflächen zwangsläufig in sich verkrümmt.
Unterbrechungen oder Durchdringungen der Dachhaut werden als Dachöffnung, zum Beispiel Dachfenster oder Dachgauben aber auch die Durchlässe der Schornsteine (Rauchfänge), bezeichnet. Das Dachgeschoss ist ein Obergeschoss im Dachraum, der Dachboden ein unausgebauter Raum im gleichen Bereich (bei manchen Konstruktionen wird nicht differenziert). Dachschmuck sind alle außen angebrachten zierenden Elemente am Dach.

### Maße des Daches

Grafische Profildarstellung der Dachneigung

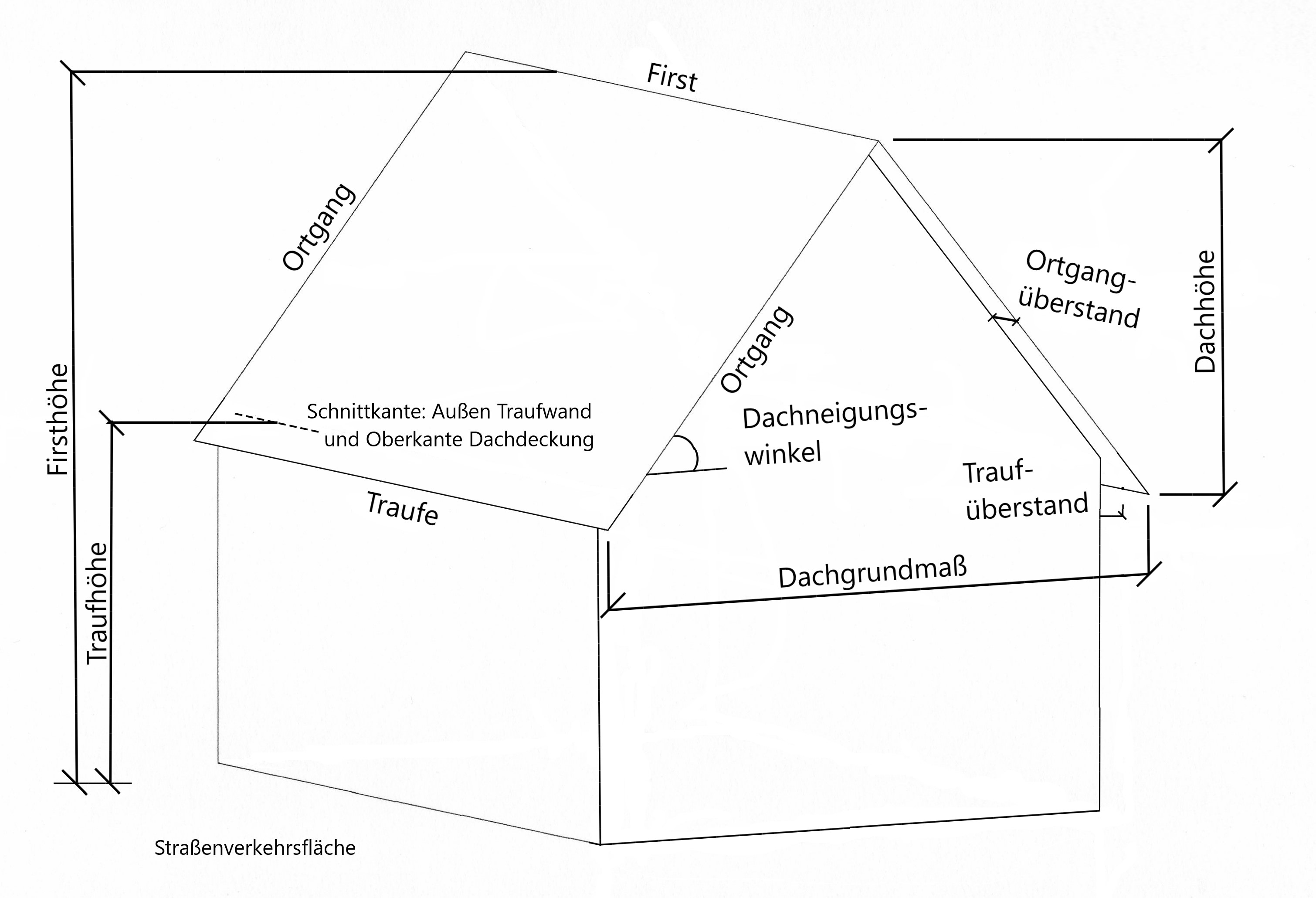
Maße und Begriffe am Dach

Der Begriff Firsthöhe bezeichnet den Abstand von Oberkante anbaufähiger Straßenverkehrsfläche bis zur Oberkante der Dachhaut des Firstes. Als Traufhöhe bezeichnet man den Abstand von Oberkante anbaufähiger Straßenverkehrsfläche bis zur (theoretischen) Schnittkante von Außenwand und Oberkante der Dachdeckung. Die Dachhöhe ist das Maß von Traufkante zum First in der Senkrechten. Als Grundmaß werden die horizontalen Abstände bezeichnet, wie sie auch unmittelbar in der Dachaufsicht, Dachausmittlung abzulesen sind, sowie gegebenenfalls im Grundriß, sofern hier First, Grat und Kehlen (gestrichelt) eingezeichnet sind. Dachüberstand ist der waagrechte Abstand der Traufkante von der Außenkante Außenmauer, auch der Abstand des Ortgangs von der Außenkante Giebelwand.

Die Dachneigung bezeichnet die Steigung (die Steilheit) einer Dachfläche. Sie wird in der Regel als Winkel in Grad angegeben, gelegentlich auch in Prozent.
Im allgemeinen Falle ist die Dachneigung am gesamten Dach – oder bei zusammengesetzten Dächern eines Dachabschnitts – konstant. Je nach Dachneigung unterscheidet man dann:
- Flachdach: 0°–10° (Deutsche Bauordnungen); 0°–5° (Österreich)
- Geneigtes Dach: >10° (Deutsche Bauordnungen); >7° (DIN 1055); >5° (Österreich)
  - Flachgeneigtes Dach: 10°–22°, gelegentlich bis 30° Dachneigung
  - Steildach: über 22° oder 30° Dachneigung; gelegentlich wird der Begriff Steildach auch synonym zu geneigtem Dach benutzt. Dann spricht man schon ab 7° von einem Steildach.

Ist ein Dach im Schnitt (Dachprofil) dargestellt, so erscheint die Traufe (Trauflinie) als Traufpunkt und der First (Firstlinie) als Firstpunkt. Diese Punkte begrenzen ein Dach in Höhe und Breite.

## Befestigung und Verankerung
Sämtliche Bauteile einer Dachkonstruktion wie Schwellen, Pfosten, Streben, Pfetten, Deckenbalken, Sparren sind gegen Abheben, besonders im Trauf- und Ortgangbereich untereinander zugfest zu verbinden. Verankerungen mit der Unterkonstruktion sind im Eckbereich, in Abständen ≤ 1 m und im Randbereich ≤ 2 m vorzunehmen. Das Gegengewicht von jedem Ankerpunkt muss mindestens 450 kg betragen.

## Geschichtliche Entwicklung des Daches
Die geschichtliche Entwicklung des Daches reicht weit zurück. Etwa 12.000 v. Chr. begannen Jäger und Sammler pultdachähnliche Gebilde aus Stangen und Rundhölzern zu bauen. Das Dach bestand dabei aus Gras, Heidekraut oder Fellen. Einige Jahrtausende später errichteten die Menschen Behausungen in eingetieften Gruben mit Satteldächern. Im Laufe der Zeit entwickelten sich Behausungen mit senkrechten Wänden und die Grubenvertiefung verlor immer mehr an Bedeutung. Satteldächer sowie Walmdächer dienten dem Schutz dieser Häuser. Die regionalen Unterschiede der Dachformen, und damit der Architektur, wurden stets auch vom Holzvorkommen bestimmt. Vom 13. bis zum 16. Jahrhundert fand eine rasante Entwicklung in der Konstruktions- und Bautechnik statt. Zu Beginn des 13. Jahrhunderts stellten Häuser aus Stein noch die Ausnahme dar, doch im späteren Verlauf gewannen die Steinbauten immer mehr an Bedeutung. Das bis zu dieser Zeit konstruktiv schwerfällige Sparrendach wurde im 17. Jahrhundert vom Pfettendach abgelöst und hundert Jahre später kam das Mansarddach hinzu. Kurze Zeit später und durch das ganze 19. Jahrhundert hinweg, entwickelte sich eine Vielfalt an Dachformen. Am Anfang dominierte das Steildach, später gewannen flachgeneigte Dächer sowie das Flachdach an Bedeutung.

## Dachkonstruktion

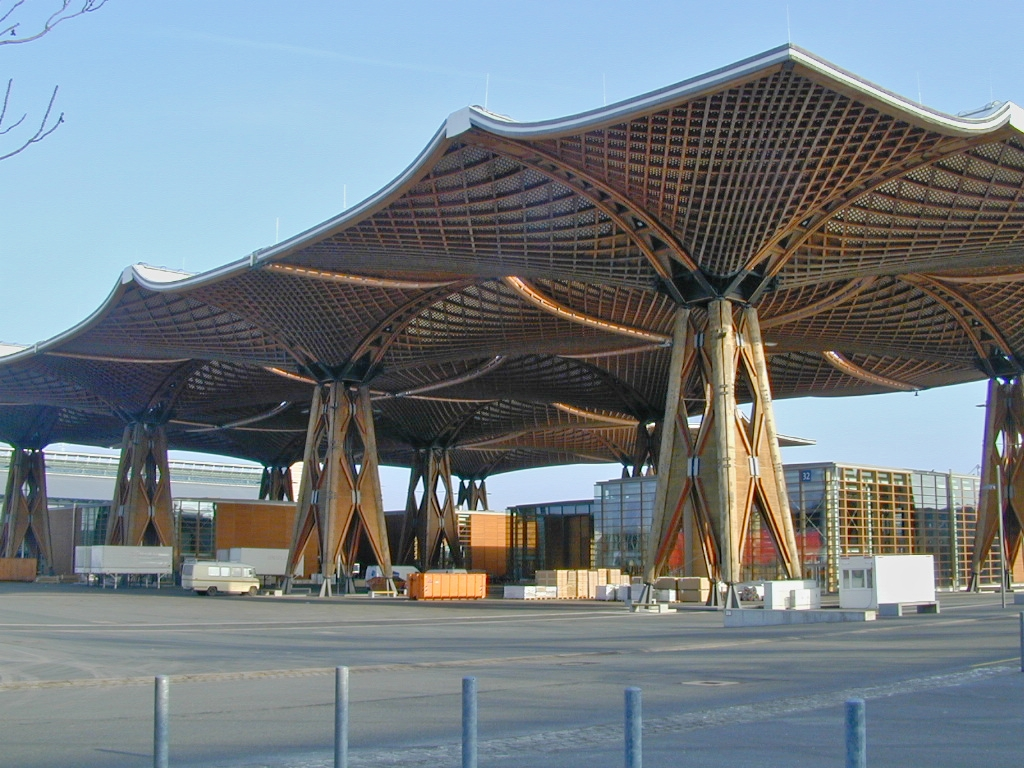
Das größte selbsttragende Holzdach der Welt steht auf der Messe in Hannover und wurde zur EXPO 2000 gebaut.

Dachkonstruktion bezeichnet das Traggerüst eines Daches, die für seine Standsicherheit notwendige Konstruktion. Der Begriff grenzt sich insofern von Dachdeckung und Dachhaut ab, als diese von der Dachkonstruktion getragen werden. Ein vergleichbarer Begriff ist Dachtragwerk, als das Tragwerk eines Daches. Dachwerk bezeichnet die Gesamtheit der hölzernen Dachkonstruktion. Dachgerüst ist eine weitere Alternativbezeichnung für die Gesamtheit der die Dachhaut tragenden Konstruktion.
Eine bedeutende Rolle bei Dachkonstruktionen spielt der Baustoff Holz, insbesondere im Rahmen der zwei klassischen Varianten, dem Sparrendach und dem Pfettendach. Der zweite traditionell bedeutende Naturbaustoff der Zimmerei ist Bambus, der in Ostasien eigenständige Formen der Dachkonstruktionen hervorgebracht hat.
Seit dem 19. Jahrhundert finden zunehmend Stahl-Konstruktionen Verwendung, seit dem 20. Jahrhundert zusätzlich Konstruktionen aus Stahl- und Spannbeton sowie Zeltkonstruktionen. All diese neueren Konstruktionen finden sich insbesondere bei weitspannenden Dächern über Bahnhofshallen, Hangars, Tribünen, sowie andere große Hallen und Flugdächer.
In der Zeitgenössischen Architektur finden zunehmend auch Kunststoffe und Verbundwerkstoffe für die Konstruktion Verwendung.

## Dachaufbau
Als Dachaufbau bezeichnet man den baukonstruktiven Aufbau eines Daches, also die Kombination und Schichtung tragender und dichtender Bauelemente. Man unterscheidet:
- Einschalige Dächer (früher: Warmdächer, heute: nicht belüftete Dächer)
- Umkehrdächer
- Zweischalige Dächer (früher: Kaltdächer, heute: belüftete Dächer)

## Dachhaut
Als Dachhaut bezeichnet man die äußere Schicht des Daches, also die Dachdeckung bei geneigten Dächern (regensicher, aber nicht wasserdicht) oder die Dachabdichtung (wasserundurchlässig) bei Flachdächern. Ein eingedecktes Dach schützt lediglich gegen Regen, ein abgedichtetes Dach ist wasserdicht. Die Grenze zwischen Eindeckung und Abdichtung ist jedoch fließend. Je nach Bauform, Neigung, Witterungs- und juristischen Bedingungen kommen verschiedene Materialien zum Einsatz. Man unterscheidet zwischen harten und weichen Bedachungen, wobei das Brandverhalten ausschlaggebend ist.

## Dachformen

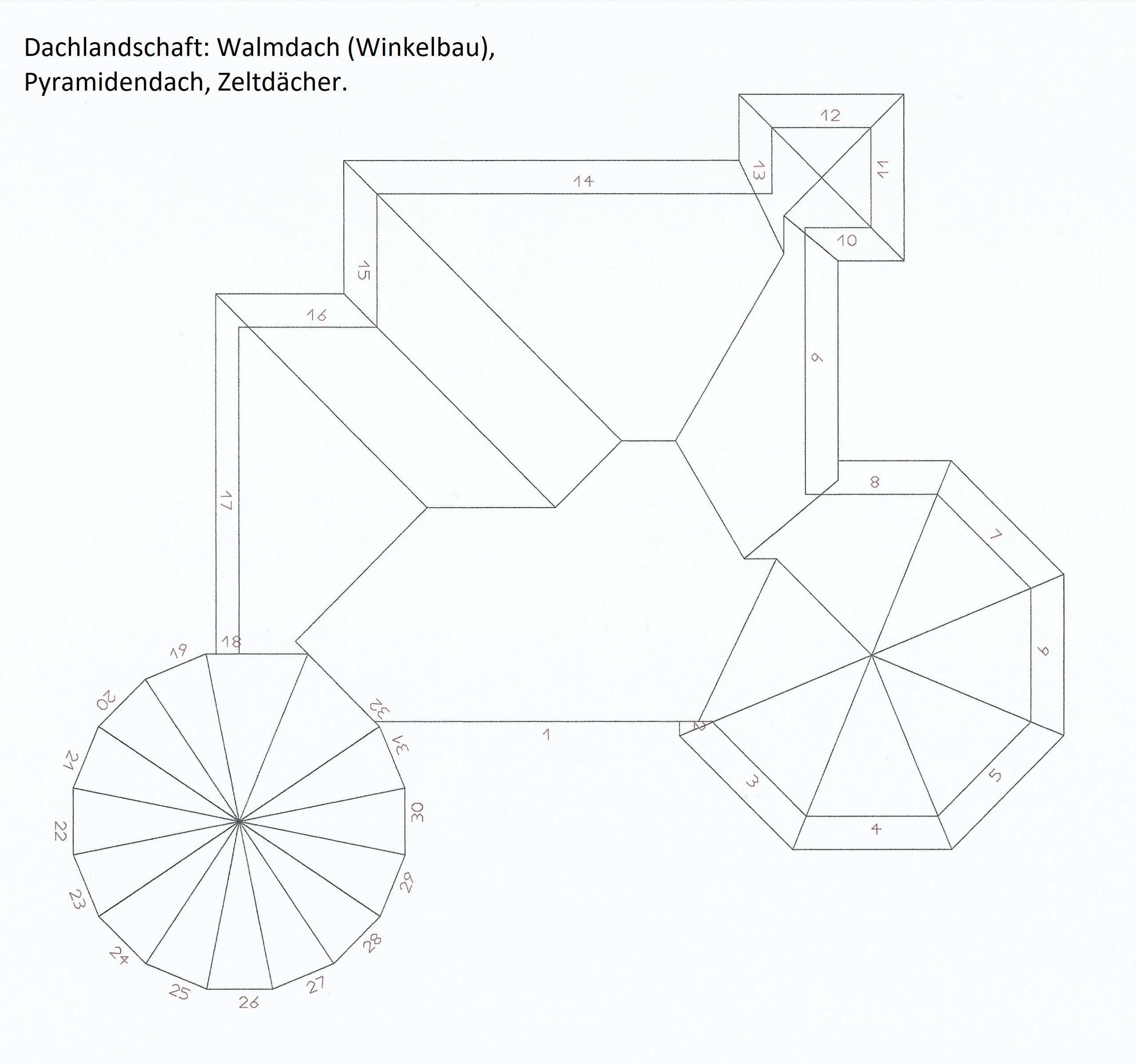
Dachausmittlung einer Dachlandschaft mit 32 zusammengesetzten Dachflächen

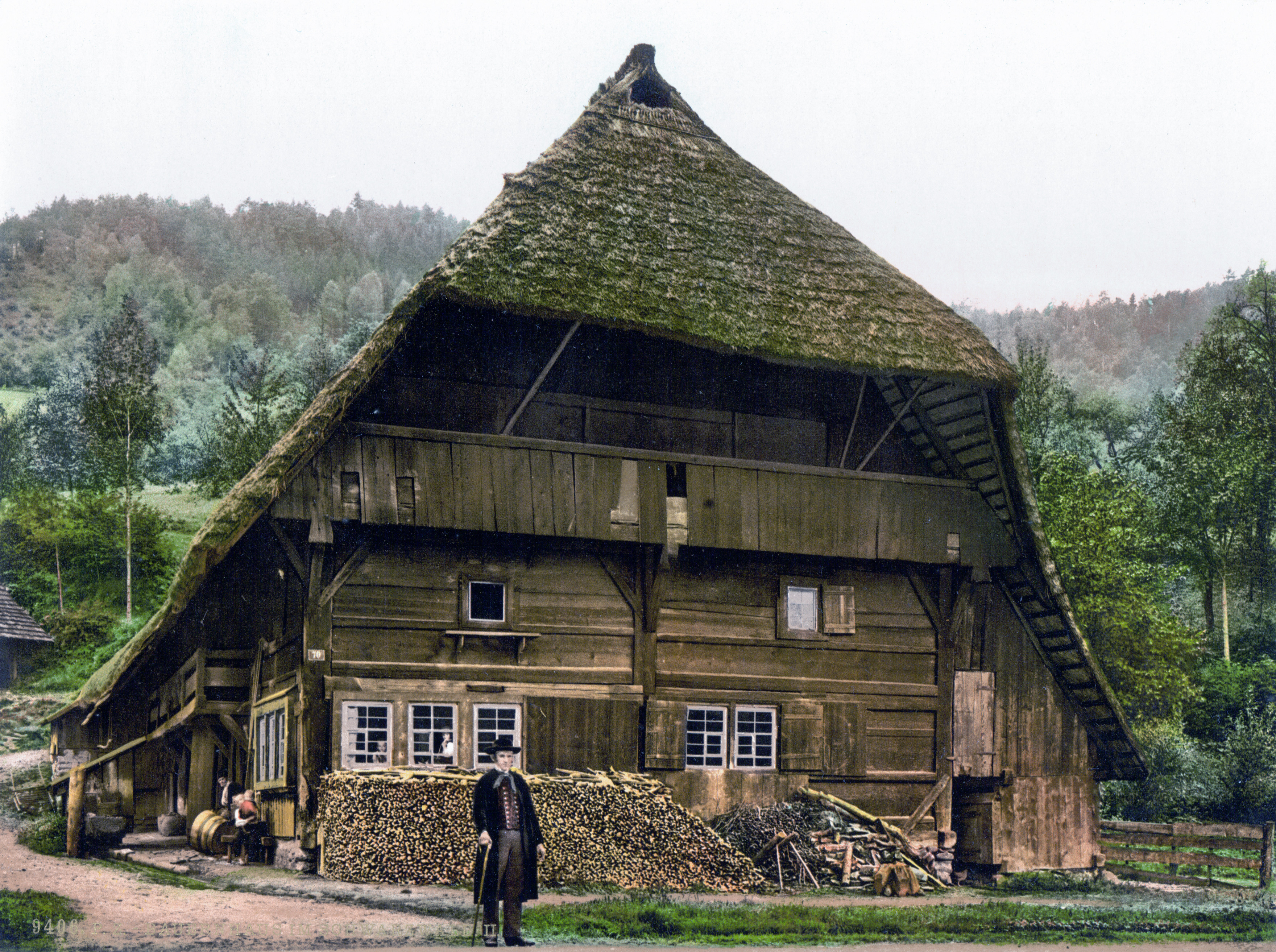
Krüppelwalmdach

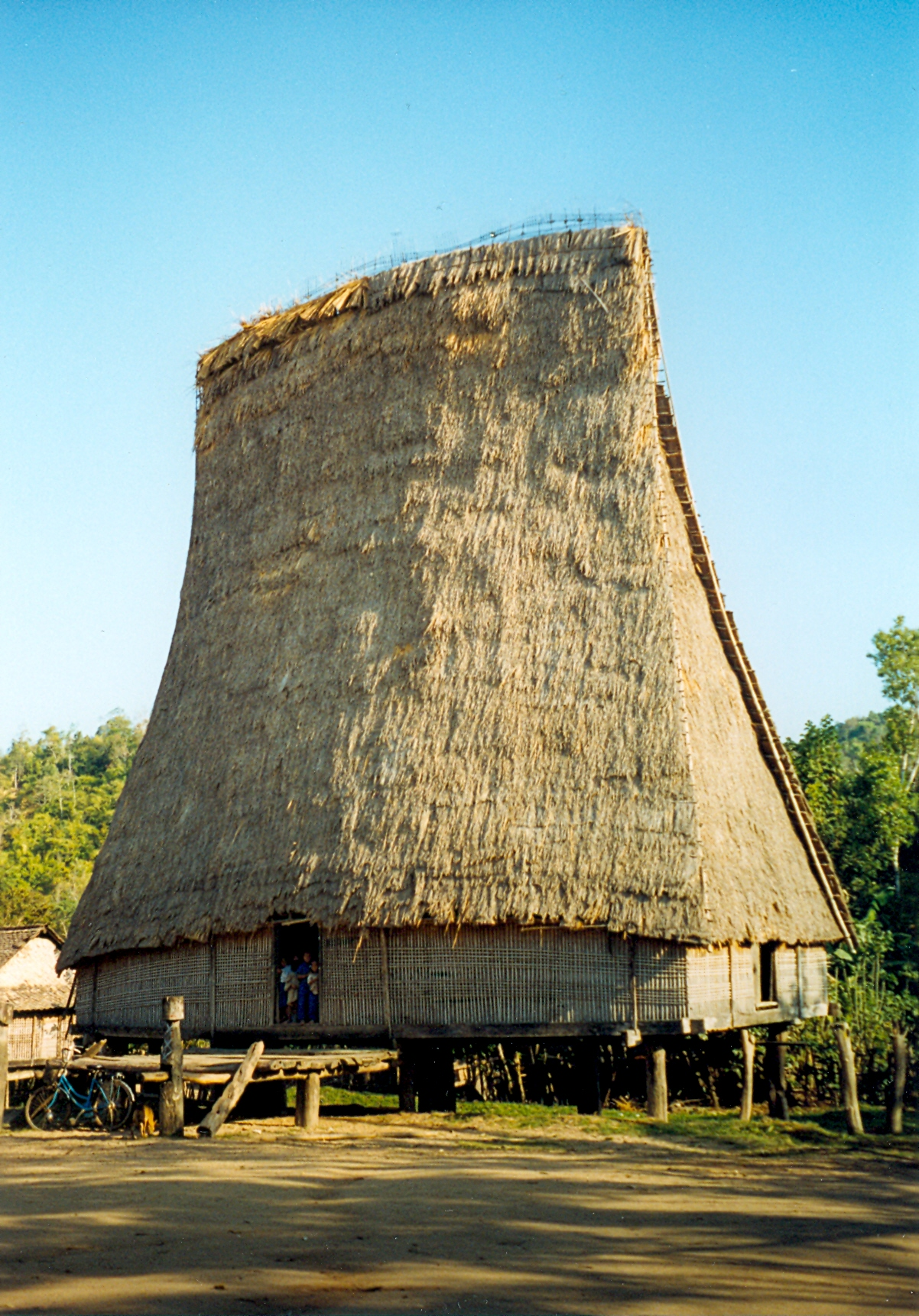
Bahnar rong (Gemeinschaftshaus), Kon Kotu, Zentrales Hochland, Vietnam

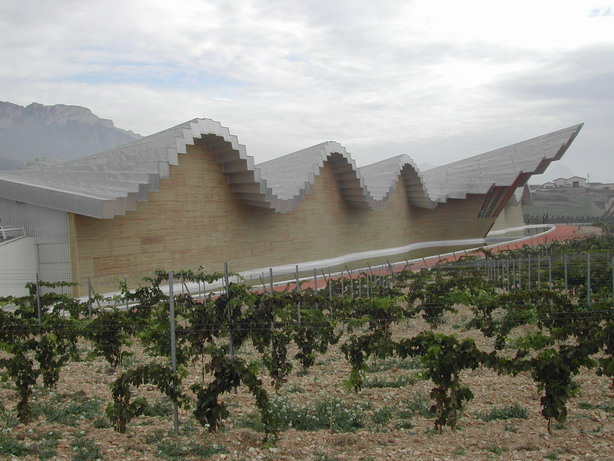
Expressives, geschwungenes Dach

Dächer lassen sich unter anderem nach ihrer Dachform einteilen. Viele Dächer sind jedoch Kombinationen aus verschiedenen Konstruktionen, Formen oder Mischformen, sowie aus mehreren Formen zusammengesetzte Dächer.
Allgemein wird in der menschlichen Siedlungsgeschichte zwischen zwei grundlegenden Dachformen unterschieden: Das flache Dach und das geneigte Steildach. Flachdächer findet man besonders in trockenen, warmen Siedlungsräumen, das geneigte Dach dagegen in Gegenden dieser Erde, die feuchten und wechselnden Witterungseinflüssen ausgesetzt sind. Das flache Dach wurde ursprünglich nicht ausschließlich als reiner Witterungsschutz genutzt, sondern diente zugleich als Aufenthaltsbereich, Wassersammelstelle, Verschattung oder Aussichtsplattform (Pueblo-Bauform in Nordamerika). Das Steildach diente hingegen zunächst als geneigte Ebene, mit der Regenwasser leicht abgeführt werden konnte, und später als zusätzlicher Schutz vor Feuer (harte Bedachung). Diese Dachform ist vor allem in den intensiv klimatisch geforderten Kulturregionen im Norden und Süden Europas und Asiens (China, Japan) anzutreffen. Durch Kolonisation trugen die Eroberer, vor allem aus dem alten Europa, diese Dachform mit in die „Neue Welt“ Südamerikas beziehungsweise in die von ihnen unterworfenen Gebiete. Dort wurde sie vor allem an Kirchen- und Sakralbauten ausgeführt.
- Flachdach – ebene oder nur leicht (bis 10 Grad) geneigte Dachfläche
  - Plattformdach, eine begehbare flache Dachfläche die von steilen Dachflächen und Giebelwänden Abschluss ist

- Geneigtes Dach
  - Berliner Dach, asymmetrische Dachform mit steiler Dachhälfte an der Schauseite; vgl. Stuttgarter Dach
  - Bogendach, leicht gewölbtes Dach (flacher als das Tonnendach)
  - Bohlendach, Dachbinder aus Bohlenkreissegmenten versetzt, mindestens drei übereinander verschraubt oder vernagelt.
  - Faltdach, ähnlich dem Rhombendach, aber mit nach innen „gefalteten“ Dreiecke
  - Glockendach, oben konvexer und unten konkaver Helm
  - Grabendach, Aneinanderreihung von Schmetterlingsdächern
  - Halbtonnendach, Dach in Form eines liegenden Viertelzylinders, ähnlich wie das Pultdach mit höherer Wand an der Firstseite
  - Kegeldach, kegelförmiges Turmdach
  - Keildach, steil-keilförmiges Dach auf einem Turm
  - Klebdach (Briutwalm), an die Giebelfassade «geklebte» Vordachstreifen zum Schutz vor der Witterung
  - Kreuzdach, besteht aus zwei sich kreuzenden Satteldächern mit vier Kehlen.
  - Krüppelwalmdach (Kurzwalmdach), Walmdach mit verkürztem Giebelwalm
  - Kuppeldach, ein Kuppeldach ist in seiner Form eine Halbkugel[7]
  - Laternendach, ein Satteldach, dessen Dachflächen durch zurückgesetzt Außenwände unterbrochen und hochgesetzt sind
  - Mansarddach, zweiteilige Dachform mit steilem Unterdach und flacherem Oberdach
  - Paralleldach, ein Zusammenschluss von mehreren Satteldächern an den Traufen nebeneinander
  - Pultdach, Dach aus nur einer geneigten Dachfläche, ein halbes Satteldach.
  - Pyramidendach, Zeltdach über quadratischem Grundriss; vgl. Zeltdach
  - Rhombendach oder Rautendach, besteht meistens aus vier Rauten und vier Giebeln über quadratischem Turmgrundriss
  - Ringpultdach, Pultdach über kreisringförmigem Grundriss (in der Regel Teil eines zusammengesetzten Turmdaches)
  - Satteldach, klassische Dachform aus zwei geneigten Dachflächen, die im First aufeinandertreffen
  - Schleppdach, Erweiterung einer Dachfläche über die Traufe hinaus, ähnlich dem Pultdach oder die Dachfläche einer Schleppdachgaube
  - Schmetterlingsdach, zwei Dachflächen mit gemeinsamer, innenliegender Traufe und zwei Firsten an den Außenseiten (umgekehrtes Prinzip des Satteldaches)
  - Sheddach, sägezahnförmige Reihung von zwei unterschiedlich steilen Dachflächen (oft bei Fabrikhallen)
  - Stuttgarter Dach, asymmetrische Dachform mit steiler Dachhälfte an der Schauseite; vgl. Berliner Dach
  - Tätschdach, schwach geneigtes Giebeldach mit großen Dachüberständen im voralpinen Raum
  - Tonnendach, Dach in Form eines liegenden Halbzylinders
  - Walmdach, Dach mit vier oder mehr Dachflächen, anstelle eines Giebels sind die Schmalseiten ebenfalls geneigt
  - Zeltdach, mehrere einander zugeneigte Dachflächen, die sich in einer Firstspitze treffen; vgl. Pyramidendach
  - Zollingerdach, Flächentragwerk als Lamellenkonstruktion in Bogenform
  - Zwiebelhelm, oben konkaver, unten konvexer Turmhelm
- Gekapptes Dach: Ein gekapptes Dach ist ein geneigtes Dach, das waagerecht unter dem First abgeschnitten ist, so dass kein Spitzboden, sondern ein Flachdach entsteht.
- Freigeformtes Dach: Schalen, Kuppeln, andere geometrische Formen, völlig freie Formen der modernen Architektur
  - Schalendach, eine regelmäßig doppelt-gekrümmte Dachfläche

## Dachaufbauten und Dacheinschnitte

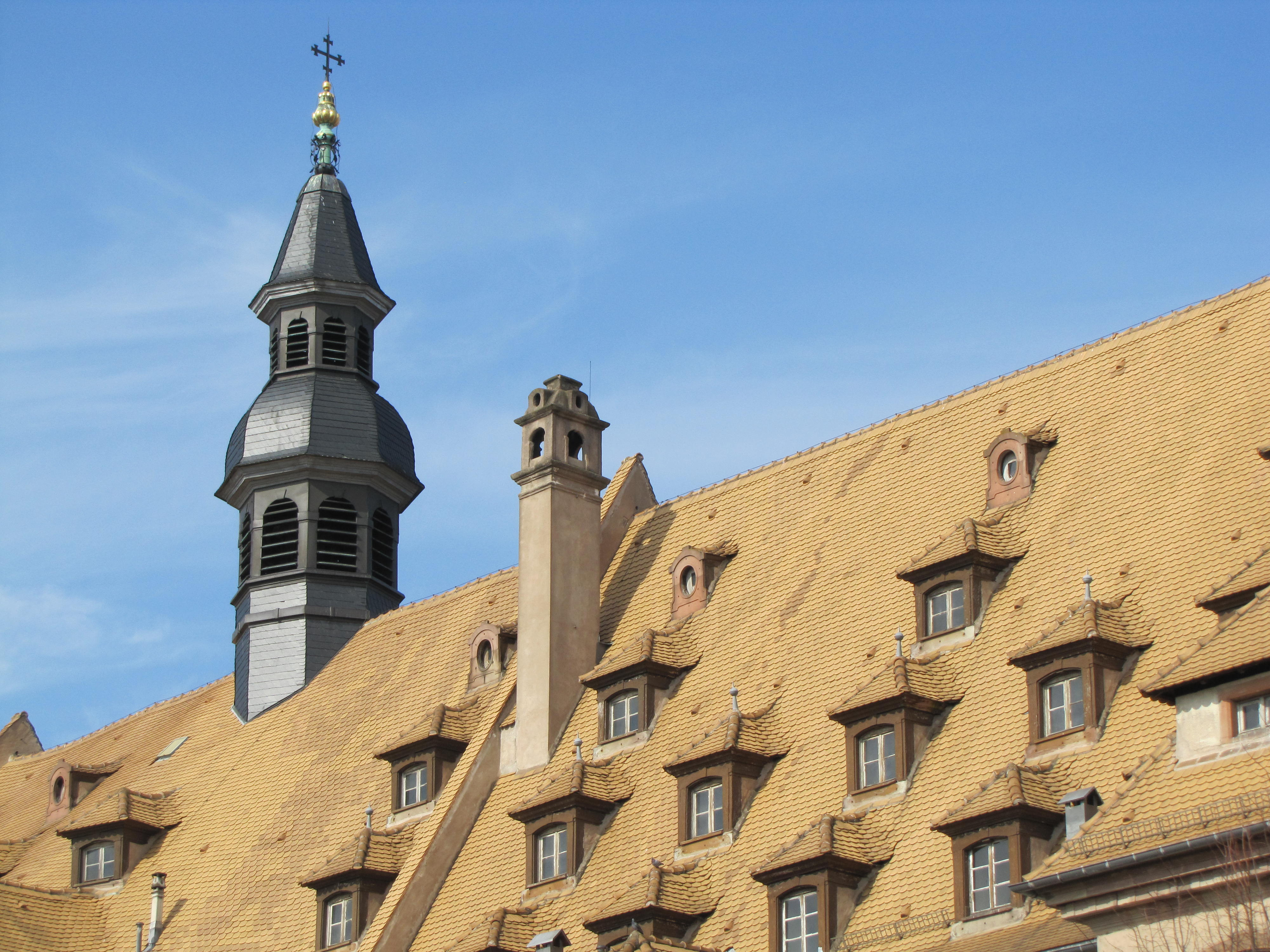
Dachreiter, Giebel- und Walmdachgauben

Der Dachraum kann als Lager-, Wirtschafts- oder Wohnraum genutzt werden. Um den Dachbereich für diese Zwecke nutzbar zu machen, gibt es unterschiedliche Arten von Dachaufbauten, -öffnungen und -einschnitten:
- Dachbalkon: wie Dachloggia, ragt jedoch teilweise wie ein Balkon aus dem Baukörper heraus
- Dachflächenfenster: schrägliegendes Fenster in der Dachfläche, zur Belichtung und Belüftung des Dachraums
- Dachgaube: Aufbau zur Vergrößerung und Belichtung des Wohnraums unter dem Dach, von der Fassade zurückspringend
- Dachlaterne: Dachaufbau auf dem Giebel mit Fenstern zur Belichtung des Innenraums
- Dachreiter: ein (oft hölzernes) schlankes Türmchen auf dem Dachfirst
- Loggia (auch: Dachloggia oder Negativgaube):[8] ein Einschnitt in das Dach für eine offene, begehbare Plattform, die im Gegensatz zu einem Balkon nicht aus der Hausfront herausragt, sondern innerhalb des Baukörpers liegt.
- Zwerchhaus: Quer auf die Traufwand (Fassade) aufgeschobener Gebäudeteil (gezwercht), bestehend aus Zwerchgiebel mit Giebeldach

## Technische Installationen auf dem Dachbereich

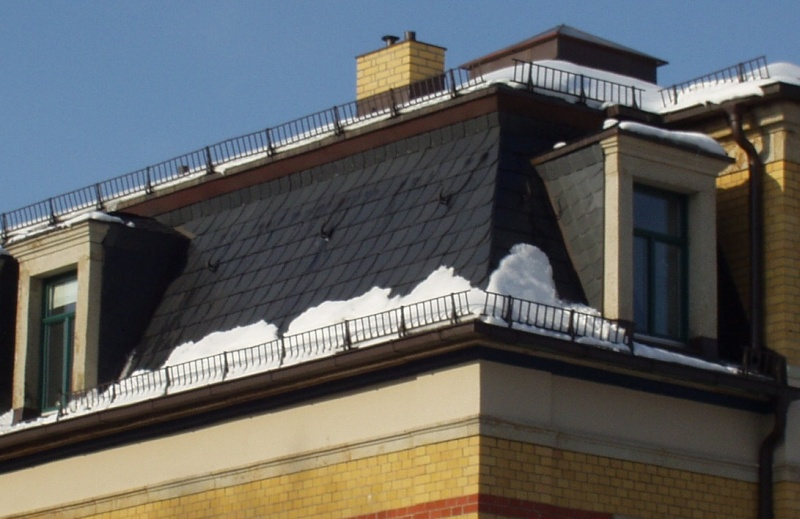
Schneefanggitter zum Schutz vor Dachlawinen

Weil das Dach in der Regel das oberste Bauteil eines Gebäudes ist, wird der Dachbereich für verschiedene technische Installationen genutzt, die eine hohe Position benötigen. Hinzu kommen Anlagen zur Wartung und Sicherung der Dachflächen.
- Begehungshilfen zur Dachwartung (Dachtritte)
- Blitzschutzanlage
- Dachantenne, Satellitenschüssel
- Elektrizitätsversorgung
- Einrichtungen zur Dachentwässerung wie Dachrinne, Fallrohr oder Wasserspeier
- Vorrichtungen gegen Dachlawinen, sog. Schneefangsysteme, zum Beispiel Schneefanggitter, Schneefanghaken oder Schneefangbalken
- Schornsteine und Lüftungsrohre
- Solaranlage, Solarkollektor
- Photovoltaikanlage

Eine besondere nordeuropäische Dachinstallation waren die sogenannten Dachmühlen.

## Brandschutz

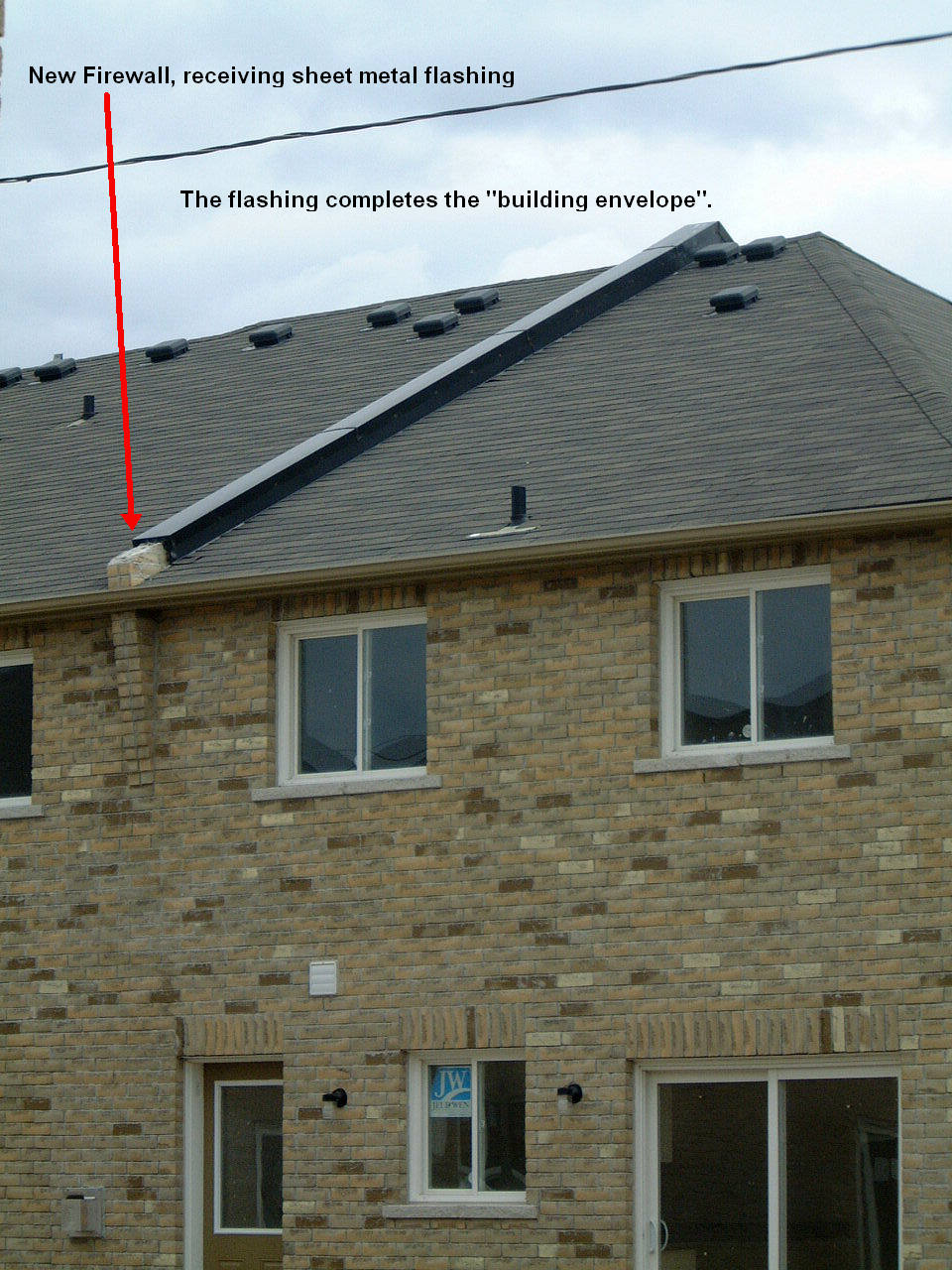
Über die Dachfläche aufragende Brandwand im kanadischen Wohnungsbau

Wenn es erforderlich ist, dass eine Brandwand über die Dachfläche hinausragt, so unterteilt diese die Dachfläche deutlich sichtbar. Dies ist immer der Fall beim Einsatz von weichen Bedachungen. Hier muss in Höhe der Dachhaut auf beiden Seiten 50 cm auskragenden, nicht brennbaren Platten abschließen, darüber dürfen keine brennbaren Dachteile geführt werden. Bei Wohngebäuden mit harten Bedachungen und mehr als drei Vollgeschossen sind Brandwände mindestens 30 cm über die Dachfläche zu führen. Bei Gebäuden bis zu drei Vollgeschossen ohne erhöhte Brandgefahr sowie beim Einsatz harter Bedachungen können die Brandwandkonstruktionen auch so ausgeführt werden, dass sie in der Dachfläche nicht in Erscheinung treten. Auch bei Ausführung der Dachflächen mit Dachpappen oder einer ähnlichen Dachhaut ist selbst bei einer Unterdachführung der Brandwand eine deutliche Teilung zu erkennen, weil im Bereich der Brandwand die Dachpappe durch Blech oder andere nichtbrennbare Baustoffe zu ersetzen ist.

## Redewendungen
- Alles unter Dach und Fach bringen: Alles wurde erfolgreich abgeschlossen. Eine Interpretation der Redewendung leitet dies von der Tatsache ab, dass ein Haus(bau) früher als fertig betrachtet wurde, wenn das Dach und die Gefache fertiggestellt waren. Lutz Röhrich leitet dies in seinem Lexikon der sprichwörtlichen Redensarten von dem Bergen der Ernte in den bäuerlichen Lagerräumen ab.
- Jemandem aufs Dach steigen. Redewendung aus der germanischen Frühzeit in der Bedeutung von ‚jemanden zurechtweisen‘ und ‚öffentlich bloßstellen‘. Sie leitet sich von dem alten Brauch ab, einem Mann das Dach abzudecken, wenn dieser gegen die Ordnung verstoßen hatte. Unter Ordnung ist dabei sowohl die Rechtsordnung zu verstehen wie auch die moralisch gesellschaftlichen Regeln.[9][10]
- Das Dachstübchen wird mit dem Verstand, der seinen Sitz oben im Kopf hat, gleichgesetzt. Entsprechend wird ein Dachschaden angenommen, wenn man meint, dass jemand im Kopf „nicht ganz richtig“ sei.
- Jemandem den roten Hahn aufs Dach setzen: bedeutet ‚das Haus einer Person anzünden‘. Der ‚rote Hahn‘ ist dabei gleichzusetzen mit dem Wort ‚Feuer‘ oder ‚Brand‘. Zurückgehend auf das Mittelalter war der Hahn das Symbol für den Feuergott, da sein auffälliges, rotes Gefieder an wildes Feuer erinnerte. Hatte man also schon einen roten Hahn auf dem Dach, glaubte man sich vor Bränden gefeit.[11][12]